# Антонов, Неманя
Неманя Антонов (серб. Nemanja Antonov / Немања Антонов, родился 6 мая 1995 в Панчево) — сербский футболист, защитник клуба «МТК». Чемпион мира среди молодёжи 2015 года.

## Клубная Карьера
Антонов родился в Панчево и вырос в Какарево. Начал заниматься футболом в 2005 году в футбольной школе AS из Качарево. Через два года он перешел в «Динамо Панчево», затем провел полтора года в «Бежании», откуда перешел в ОФК Белград. Он стал первым игроком команды ОФК Белград в 2013 году и сыграл за этот клуб 41 матч чемпионата. В июле 2015 года он подписал четырехлетний контракт с клубом «Грассхоппер». До лета 2017 года он сыграл за швейцарский клуб 50 игр чемпионата. В конце августа 2017 года он перейдет в «Партизан» по кредиту сроком на один год. Во время презентации на стадионе «Партизан» Антонов взял майку под номером 33. Антонов в сезоне 2017/18 сыграл за «Партизан» 14 матчей (11 в чемпионате и три в Кубке Сербии) и забил один гол — в матче-реванше полуфинала Кубка. Он выиграл Кубок с черно-белыми и вернулся в «Грассхоппер» после истечения срока аренды. В первой части сезона 2018/19 он не сыграл ни минуты, поэтому в начале февраля 2019 года перешел в бельгийский «Мускорн», с которым подписал контракт до июня 2021 года. В июле 2021 перешёл в «Уйпешт».